# مارنیتس
مارنیتس (به آلمانی: Marnitz) یک شهر در آلمان است که در لودویگسلوست-پارشیم واقع شده‌است. مارنیتس ۸۳۶ نفر جمعیت دارد.